# Krokodil (Fekete tükör)
A Krokodil a Fekete tükör című brit sci-fi sorozat tizenhatodik epizódja, amit a sorozat showrunnere, Charlie Brooker írt, és John Hillcoat rendezett. 2017. december 29-én mutatta be a Netflix, a negyedik évad többi részével egyszerre.
Az epizód főhőse Mia, aki tizenöt évvel azután, hogy segített barátjának, Robnak eltussolni egy halálos közúti balesetet, kénytelen újabb gyilkosságokat elkövetni, csak azért, hogy a titka ne kerüljön napvilágra. Egy biztosítási ügyekkel foglalkozó nyomozónő, Shazia kezd el a nyomában járni egy eszköz segítségével, amellyel az emberek vizuális memóriája megjeleníthető egy képernyőn. Hasonlóan "A nemzet ellensége" című epizódhoz, ezt is a skandináv krimik inspirálták, a felhasznált technológia pedig "A teljes történeted" című részből lehet ismerős.
Az Izlandon forgatott epizód fogadtatása vegyes volt, főleg az erőszakosságot és a technológia részletesebben ki nem fejtését rótták fel neki, de dícséret illette a színészi játékot és a képi megvalósítást.

## Cselekmény
Miután buli után részegen vezet haza, Rob halálra gázol egy biciklistát egy hegyi úton. Útitársa, Mia segít neki eltüntetni a holttestet: ledobják a hegyoldalról, egyenesen egy tóba. Tizenöt évvel később Mia már házas, van egy 9 éves fia, és építészként dolgozik. Miután tart egy előadást, a már teljesen józan életet élő Rob meglátogatja őt a hotelben. Közli, hogy miután látott egy riportot az áldozat özvegyével, aki elmondta, hogy azóta se tudta magát túltenni a történteken, ezért egy névtelen bocsánatkérő levelet fog neki írni. Mia pánikba esik, félve attól, hogy a levelet vissza tudják követni. Összevesznek, és a vita hevében Mia kitöri Rob nyakát, aki meghal. Mikor egy pillanatra kinéz az ablakon, azt látja, hogy egy önvezető pizzafutár-kocsi elüt egy járókelőt. Alibiből pornófilmeket néz, majd eltünteti a holttestet.
Az elgázolt gyalogost Shazia vizsgálja meg, aki biztosítási nyomozó, és egy különleges eszköz segítségével vizuálisan is ki tudja vetíteni egyes emberek emlékeit. Rátalál egy nőre, aki az eset előtt épp az utcán haladt, aki egy fogorvoshoz irányítja, aki pedig az emlékei alapján látta, ahogy Mia kinéz az ablakból. Shazia minden esetben a közeli sörfőzde illatára emlékeztető illatot hoz létre, és lejátszik egy számot, ami az egyik elhaladó autóból szólt, hogy erősítse az emlékképeket. Mivel vaskos bónuszt remél a sikeres nyomozásért, hosszú autóútra megy, hogy megkeresse Miát.
Mia nem akarja őt beengedni, csak akkor, amikor megtudja, hogy elutasítás esetén ki kell hívnia a rendőrséget. Shazia ráköti őt is a gépre, és bár nagyon próbálja elrejteni az emlékeit, meglátja Mia mindkét gyilkosságát. Menekülni próbál, de az autója nem indul, így Mia le tudja őt ütni, majd a fészerben megkötözi. Mia nem bízik abban, hogy Shazia nem mondja el senkinek, amit látott, különösen azután, hogy erőszakkal ő is visszanézi a nő emlékeit, és azt látja, hogy beszélt a mai útjáról a férjével, Anannal. Mia megöli Shaziát, a házához autózik, majd maszkot húz, betör, és megöli Anant is. Kifelé menet leveszi a maszkját, és akkor látja meg a pár gyerekét is, akit, mivel nem akar szemtanút hagyni maga után, szintén hidegvérrel megöl. Amiről azonban nem tud, hogy a gyerek vak, így nem is láthatott semmit.
A rendőrség a helyszínre érkezve kezd el vizsgálódni a brutális gyilkosság kapcsán, és egy ötlettől vezérelve a család tengerimalacának emlékeit nézik vissza, akinek az emlékeiben ott van Mia. Miközben Mia a fiának az iskolai előadását nézi, a rendőrök megérkeznek érte.

## Szereplők
| Szerep        | Színész            | Magyar hang       |
| ------------- | ------------------ | ----------------- |
| Mia Nolan     | Andrea Riseborough | Zakariás Éva      |
| Rob           | Andrew Gower       | Renácz Zoltán     |
| Shazia Akhand | Kiran Sonia Sawar  | Nemes Takách Kata |
| Anan Akhand   | Anthony Welsh      | Szatmári Attila   |
| Nyomozó       | Claire Rushbrook   | Németh Kriszta    |

## Az epizód készítése
A forgatókönyv sok inspirációt merített az első évad "A teljes történeted" című részéből, amelyben vissza lehetett nézni egy ember összes korábbi emlékét. Másik aspektusból vizsgálták meg ugyanezt a technológiát, mégpedig abból, hogy mi van akkor, ha ezek az emlékek nemcsak magánjellegűek, sőt olyasvalami is van köztük, amelyet a birtokosa el szeretne titkolni.
Az eredeti forgatókönyv szerint a főszereplő nő kétéves korában látta volna meghalni az anyját, és ettől lett volna szorongó jellem. Brooker felhozta példaként a VR-szemüveggel játszható dzsungeltúrát, amelyben a folyón utazva véletlenszerű események történnek: vannak emberek, akik a kellemetlenebb részek ellenére is végig élvezik az egészet, míg másokat szinte rögtön az elején megtámad egy krokodil, és félve attól, hogy ez egy ilyen program, egészen a végéig szoronganak. Ugyan a forgatókönyvet később jelentősen átírták, a krokodilos példa megmaradt, és ez szolgáltatta az epizód címét is.
Az eredeti főszereplő egy férfi lett volna, a végül a főhőst játszó Andrea Riseborough eredetileg a biztosítási nyomozó szerepére jelentkezett. Az ő kérésére írták át a forgatókönyvet, aki a szerepet egy kétségbeesett ember elszántsága alapján játszotta el. A záró jelenetet, ahol Mia egy vak gyereket öl meg teljesen hiába, mert a tengerimalacból szedik ki az emlékeket, a "Fargo" című 1996-os film fekete humora inspirálta, azonban itt jóval komolyabb súlya van. A legutolsó jelenetben, amikor a fiának a színházi előadását nézi, a Bugsy Malone-t adják elő, amelynek eredeti filmes változatában az előző epizód rendezője, Jodie Foster is szerepelt.
Eredetileg Skóciában forgatták volna le az epizódot, a Netflix kérésére került mégis sor erre Izlandon. Épp a forgatás során esett le negyven év óta a legtöbb hó a szigetországban, emiatt több jelenet felvételével, köztük a pizzásautó gázolásával is megszenvedtek, és még a forgatókönyvbe is bele kellett írni a havat.

## Forráshivatkozások
1. ↑  Turchiano, Danielle: ‘Black Mirror’ Co-Creator Breaks Down Season 4: ‘We Want to Be Surprising and Unpredictable’ (amerikai angol nyelven). Variety, 2017. december 29. (Hozzáférés: 2023. július 4.)
2. ↑  Mellor, Louisa: Black Mirror: Charlie Brooker Finally Explains Crocodile's Title (amerikai angol nyelven). Den of Geek, 2018. november 6. (Hozzáférés: 2023. július 4.)
3. ↑  January 02, James Hibberd: 'Black Mirror' season 4, your burning questions answered (angol nyelven). EW.com. (Hozzáférés: 2023. július 4.)

## Fordítás
Ez a szócikk részben vagy egészben  a   Crocodile (Black Mirror) című angol Wikipédia-szócikk ezen változatának fordításán alapul.  Az eredeti cikk szerkesztőit annak laptörténete sorolja fel. Ez a jelzés csupán a megfogalmazás eredetét és a szerzői jogokat jelzi, nem szolgál a cikkben szereplő információk forrásmegjelöléseként.